# Amolops marmoratus
Amolops marmoratus és una espècie de granota de la família dels rànids. Viu a Bangladesh, Bhutan, l'Índia, Myanmar, el Nepal, Tailàndia i la Xina. Habita l'entorn de les cascades, la roca mare i les roques situades en rierols que travessen en boscos perennifolis. Podria estar amenaçada per canvis hidrològics o la destrucció de boscos a gran escala.